# Santa Maria di Siponto

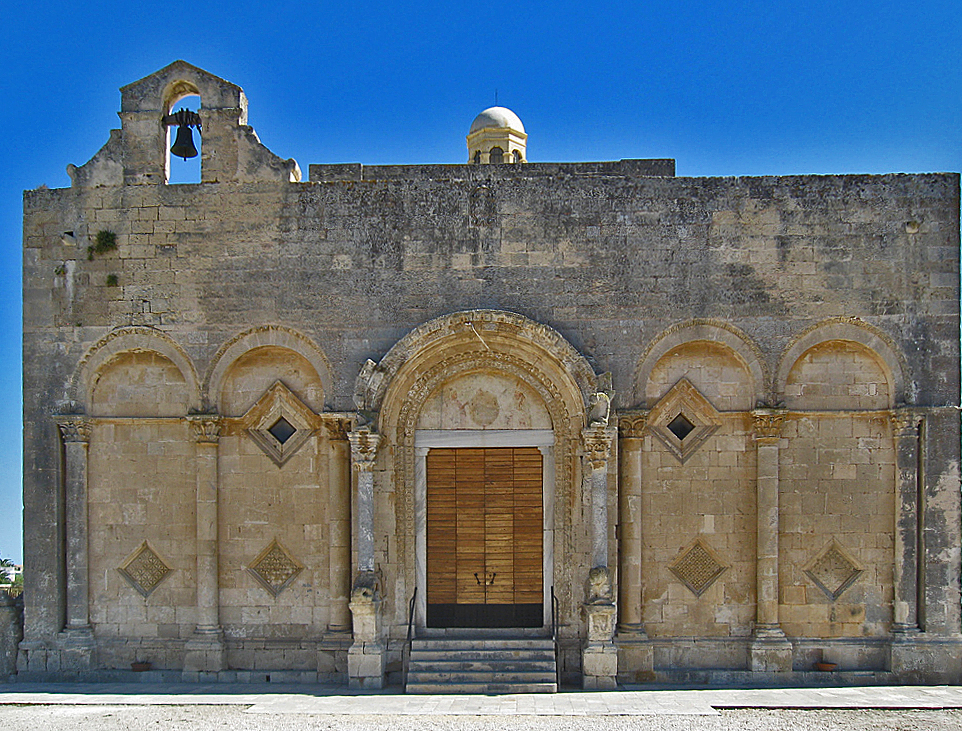
Die Fassade mit dem heutigen, sogenannten Löwenportal

Santa Maria di Siponto, in der Literatur auch Santa Maria Maggiore di Siponto bzw. Basilica di Santa Maggiore di Siponto, ist eine ehemalige Kathedrale im Gebiet des antiken Sipontum in Apulien, einer im Mittelalter verlassenen und als Manfredonia wiedergegründeten Stadt. Die Kirche ist das einzig noch stehende Gebäude der heutigen Wüstung. Sie steht neben bzw. auf antiken und frühchristlichen Bauwerken. Interessant ist sie wegen ihrer Baugeschichte. Ihre äußere Gestaltung wurde Vorbild für eine Reihe anderer Kirchen. Ihr eigentlicher Bautyp hat sich in Apulien nicht durchgesetzt. Sie steht seit 1977 im Rang einer Basilica minor.

## Lage
Die Kirche liegt an einem Zubringer zur Strada Statale 89, etwa 500 Meter westlich des modernen Badeortes Siponto und etwa 3 Kilometer südwestlich des Stadtzentrums von Manfredonia.

## Geschichte und Baugeschichte
Das heutige Kirchengebäude steht neben den Resten einer frühchristlichen Basilika aus dem 6. Jahrhundert, deren Langhaus – die Fundamentreste davon sind neben der Kirche zu erkennen – vermutlich über einem antiken Dianaheiligtum errichtet wurde. Sie steht möglicherweise an der Stelle des Baptisteriums oder des Atriums der ehemaligen Basilika. Die Stellung als Baptisterium könnte auch erklären, warum sie als Zentralkuppelbau errichtet wurde. Als gesichert gilt, dass die alte Basilika bei einem Erdbeben 991 zerstört wurde. Der Wiederaufbau des Gebäudes ist ab 1025 in nacheinander folgenden Bauphasen zu sehen, was sicher mit der Rückübertragung des unter den Langobarden vorübergehend nach Benevent verlegten Bischofssitzes 1023 zusammen hängt. Auch erhielt Siponto gleichermaßen den Rang von Benevent als Erzbistum, was zu politischen Problemen führte. Genannt wird ein Erzbischof Leone von 1023 bis 1050. Wohl schon in der fertigen Kirche hielt Papst Leo IX. eine Synode im Jahr 1050 ab. Unter Papst Alexander II. fand hier, nur siebzehn Jahre später, 1067 ein Konzil statt. Auch dieser Bau hatte keinen langen Bestand, er wurde abermals bei einem Erdbeben gegen Ende des 11. Jahrhunderts zerstört. Er wurde allerdings recht zügig und weitestgehend in den alten Formen wieder aufgebaut. Die erste urkundliche Nachricht über das Gebäude ist das seiner (Neu-)Weihe 1117. Es war ein über einem Quadrat errichteter Zentralkuppelbau mit einer byzantinischen Kuppel. 1223 zerstörte ein schweres Erdbeben Siponto endgültig, auch der Bau in seiner alten Form war so nicht wiederherzustellen. Als das klar wurde, drehte man die Mittelachse der Kirche um 90 Grad. Das alte Portal – das heutige Nordportal – verlor seine Funktion als Hauptportal. An seine Stelle trat das heutige sogenannte Löwenportal. Auch wurde daher der Bau einer zweiten, eben um 90 Grad versetzten Apsis notwendig. So verfügt die Kirche heute über zwei Portale und zwei Apsiden.
Etwa in dieser Zeit – die ältere Literatur nennt das ausgehende 12. Jahrhundert, die neuere das 13. Jahrhundert – fand im Inneren die bis heute sichtbare grundlegende Umgestaltung statt. Aus dem ursprünglich einen Zentralraum wurden durch Einzug einer Zwischendecke auf Säulen zwei Geschosse, die heutige Oberkirche und die Unterkirche, auch Krypta genannt. In dieselbe Zeit fällt die äußere, bis heute sichtbare Umgestaltung der Außenwände des Obergeschosses, die zum Vorbild für die Gestaltung anderer Kirchenbauten wurde. Der Bautyp des Zentralbaus hat sich in Apulien hingegen nicht durchgesetzt. Santa Maria di Siponto ist für diese Region im Hochmittelalter einzigartig geblieben.
Die Kirche wurde im 16./17. Jahrhundert restauriert und 1977 durch Papst Paul VI. zur Basilica minor erhoben.

## Äußeres
Das Äußere des an sich kubischen Oberbaus wird durch eine Reihe von Blendarkaden gegliedert, denen Säulen vorgestellt sind. Die Arkadenbögen selbst sind zweifach gestuft und im Äußeren der beiden Bögen fein herausgemeißelt. Die Kapitelle der Säulen folgen der korinthischen Ordnung, allerdings vereinfacht und zum Teil leicht abgewandelt. Die Säulen, auf denen das heutige Hauptportal, das Löwenportal, auf den Figuren von Löwen aufsitzt, sind antik. Das Löwenportal ist im Gegensatz zu den anderen Bögen noch tiefer gestaffelt, die Archivolten sind diesmal zum Inneren hin fein gearbeitet. Auffällig ist auch die Gestaltung der Blendbogenflächen mit Rautenfenstern, sowohl in der unteren Zone, etwas oberhalb der Sockelzone, als auch teilweise zwischen den Kapitellen bei den zum Portal geneigten Flächen. Diese spezielle Gestaltung war Vorbild für die Gestaltung anderer Kirchen, so der Kathedralen von Troia, Foggia und Termoli oder der Kirche Santa Maria Maggiore in Monte Sant’Angelo. Über Apulien hinaus sind noch San Benedetto in Brindisi und Teile der Kathedrale von Tarent zu nennen. Ob die Gestaltung Vorbild für ähnliche Ausführungen im Dom zu Pisa sind, ist nicht geklärt.

## Inneres

### Oberkirche
Die heutige Oberkirche wird beherrscht vom Raumeindruck der vier Pfeiler, die die Kuppelkonstruktion stützen. Ihre Gestaltung als Viereckpfeiler erhielten sie erst bei den Umbauten im 12./13. Jahrhundert. Vorher waren sie massiv rundgemauert, wie es in der Unterkirche noch zu sehen ist. In die zur Raummitte inneren Ecken der Pfeiler sind oberhalb des Sockels am Beginn der Bogenwölbungen Säulen eingestellt. Die Arkadenbögen der Innenwände des Obergeschosses werden im Bereich der Apsiden von Säulen mit unterschiedlichen Kapitellformen getragen, im Bereich der sonstigen Wände von Pilastern gegliedert.

### Unterkirche/Krypta
Die Unterkirche wurde beim Einzug der Zwischendecke mit zwölf sie stützenden Säulen gestaltet. Aufgrund der quadratischen Anordnung der Säulen – jeweils zwei zwischen den die Pfeiler der Oberkirche stützenden mächtigen Rundpfeilern und jeweils vier im Zwischenraum – ergibt sich die Zahl von jeweils fünf Jochen im Quadrat. Die zwölf Säulen tragen Kapitelle nach verschiedenen Typen, kunstgeschichtlich unterschieden werden vier. Es handelt sich zumeist um stark vereinfachte Abwandlungen abermals der korinthischen Ordnung, dennoch gilt der kleine „Säulenwald“ als „stimmungsvoll“.

### Ausstattung
Der Altar der Kirche war ursprünglich ein byzantinischer Sarkophag.
Das Altarbild, die Madonna von Siponto, hingegen ist eine Kopie. Das Original, eine Ikone, möglicherweise aus dem 6. Jahrhundert, befindet sich in der Kathedrale von Manfredonia. Das Gleiche gilt für eine Skulptur Madonna mit Jesuskind, eine Arbeit aus Holz des 12. oder 13. Jahrhunderts. Auch sie ist in der Kathedrale von Manfredonia zu sehen.
Ein in Apulien recht bedeutender Meister Acceptus schuf in der zweiten Hälfte des 11. Jahrhunderts den ursprünglichen Ambo. Lediglich das Mittelteil ist erhalten. Es befindet sich im Castello Svevo in Bari.